# 雅罗斯拉夫·贝纳克
雅罗斯拉夫·贝纳克（捷克語：Jaroslav Benák，1962年4月3日—），捷克男子冰球运动员。他曾代表捷克斯洛伐克国家队参加1984年和1988年冬季奥林匹克运动会冰球比赛，其中1984年冬季奥运会获得一枚银牌。